# Daniel Blumenthal (Pianist)

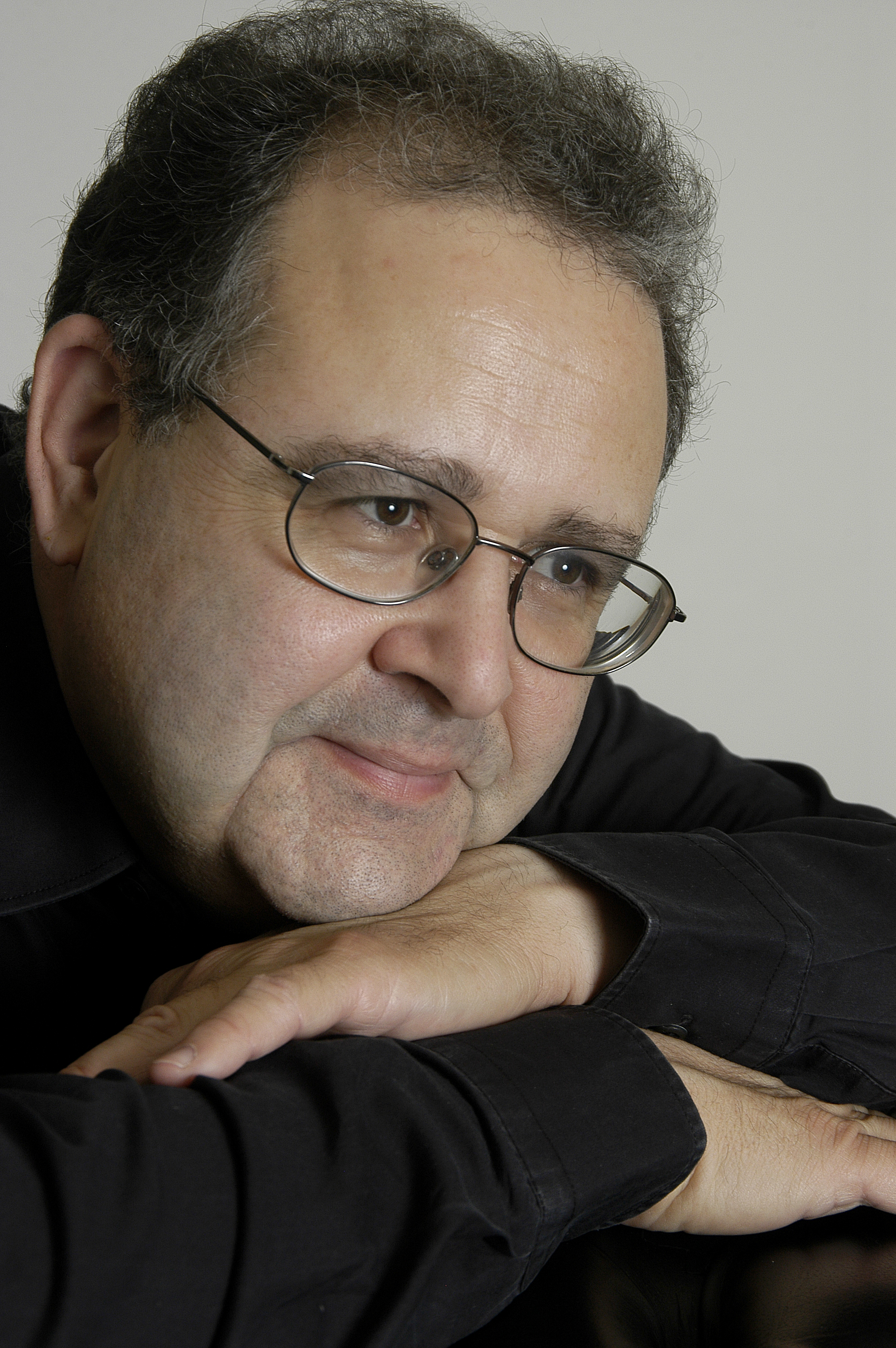
Daniel Blumenthal, 2007

Daniel Blumenthal (* 1952 in Landstuhl) ist ein amerikanischer Pianist.

## Leben
Blumenthal bekam schon mit fünf Jahren Musikunterricht (in Paris). Schon früh zeigte sich sein ungewöhnliches Talent am Klavier. Er studierte in Michigan, Washington, D.C. und an der Juilliard School in New York, wo er auch das Studium abschloss.
In den 1980er Jahren gewann er eine Reihe bedeutender Wettbewerbe. 1995 gehörte er zur Jury des Queen Elisabeth Competition für Klavier.
Er ist Lehrer am Royal Conservatory of Music in Brüssel und der Thy Masterclass Chamber Music Festival in Dänemark. Zu seinen Schülern gehört auch die Bonner Pianistin Susanne Kessel, die sich mit moderner Musik beschäftigt, und unter anderem zu Beethovens 250ten Geburtstag 2020 mit dem Projekt 250 piano pieces for Beethoven auffiel.

## Diskographie
Insgesamt hat Daniel Blumenthal über 60 CDs eingespielt, er hat ein vielseitiges Repertoire von Johann Sebastian Bach bis George Gershwin und Sergei Sergejewitsch Prokofjew, das er unter anderem bei Naxos einspielte. Dazu gehört Kammermusik und Arbeiten als Begleiter.